# Roma Guy
Roma Guy (Maine, 1942)  es una activista estadounidense por los derechos de las mujeres y LGBT.  Nació en Maine y obtuvo una Maestría en Trabajo Social de la Universidad de Maine, tras lo que trabajó en África durante nueve años. Ella es abiertamente lesbiana.
Roma y su pareja Dianne se mudaron a San Francisco en los años 1970. Fueron dos de los cofundadoras de The Women's Building.  Roma también fue cofundadora de La Casa de las Madres, Women Against Rape y The Women's Foundation of California.  También abogó por el acceso de las mujeres a la atención médica en San Francisco.  Trabajó durante doce años en la Comisión de Salud de la Ciudad y el Condado de San Francisco.
De 1994 a 2007 trabajó como profesora en el Departamento de Educación para la Salud de la Universidad Estatal de San Francisco.
A partir de 2017 fue directora del Programa para personas sin hogar del Área de la Bahía.

## Reconocimientos
- En 2014, la Comisión de Salud de San Francisco adoptó una "Resolución reconociendo la Vida y el Legado de Roma Guy".[4]
- En 2018 fue elegida por el National Women's History Project (Proyecto Nacional de Historia de la Mujer) como una de sus homenajeadas en el Mes de la Historia de la Mujer en los Estados Unidos.[7]
- Emily Skeggs interpreta a una joven Roma Guy y Mary-Louise Parker a la adulta en la miniserie de 2017 sobre los derechos LGBT llamada When We Rise.[8]